# Havlismus
Havlismus je neologismus z 21. století odvozený od osobního jména, označující ideologii založenou na myšlenkách, preferencích a vizích prvního českého prezidenta Václava Havla. Poprvé byl použit novinářkou Martinou Opltovou v roce 2001 v článku „Kdo se nebojí Havlova odkazu?“ při úvaze o tom, kdo by mohl být příštím českým prezidentem. Objevil se v době, kdy byl Václav Havel ještě prezidentem. Byl použit v pozitivním slova smyslu. Poprvé v negativní konotaci se výraz objevil v roce 2005 v titulku článku Martina Daneše, když odrážel názory lidí blízkých ODS, kteří tento pojem měli ve svém běžném slovníku.[zdroj?]
Do oficiálních sfér pronikl v roce 2009 spolu s vydáním knihy Václava Klause „Kde začíná zítřek“, kde se autor vymezuje proti havlismu a všem ostatním směrům, které se objevily po roce 1989. Zde Klaus popisuje havlismus jako absolutně jiný svět neuznávající tržní politiku, toužící po elitářské postdemokracii a po boření existujícího lidského řádu a vytváření nového, který je pohodlný pro nezaměstnané občany. Podle něj se jedná spíše o ozvěnu francouzského jakobínství než britský konzervativní princip klasického liberalismu, tedy havlismus lze přirovnat k extrémní levicové ideologii. Václav Klaus popsal tento výraz až po Havlově smrti, čímž potvrdil svou pozici jeho celoživotního oponenta a vyznavače opačných idejí, kterou zastával od revoluce až do konce Havlovy politické kariéry.
Často se porovnává s klausismem, který odráží ideologie Václava Klause.

## Havlisté a havloidi
Lidé vyznávající havlismus jsou nazýváni havlisté. Ve spojitosti s havlismem se často vyskytuje i pojem havloid. Je používaný v politických kruzích blízkých ODS a SPD. Do českých médií ho dostala Jana Dědečková, která ho použila poprvé v souvislosti s prezidentskou volbou v roce 2008.
Slovo havloid nemá přesný význam, jedná se o hanlivý výraz, který si přisvojili netolerantní zastánci radikálních až extrémních názorů. Frekventovaně dochází k záměně se slovem pravdoláskař či sluníčkář, která označují jedince ztotožňující se s Havlovým výrokem „Pravda a láska zvítězí nad lží a nenávistí“.